# Lillkranken
Lillkranken är en sjö i Norrköpings kommun i Östergötland och ingår i Kilaåns huvudavrinningsområde. Lillkranken ligger i Krankensjöarnas sumpskogar Natura 2000-område.